# Stung Treng (tỉnh)
Stung Treng là một tỉnh ở cao nguyên đông bắc của Campuchia, tên gọi trước đây là Xieng Teng, là một bộ phận của Đế quốc Khmer, sau đó là vương quốc Lan Xang và Champasak của Lào. Tỉnh này được chuyển về cho Campuchia trong thời Liên bang Đông Dương.
Tỉnh này có 5 huyện (srok) và 1 thị xã (krong):
- 1901 Sesan
- 1902 Siem Bouk
- 1903 Siem Pang
- 1904 Stung Treng (thị xã)
- 1905 Thala Barivat
- 1906 Borei O'Svay Sen Chey